# Babingtonit
Babingtonit – rzadki minerał z gromady krzemianów. 

## Nazwa
Babingtonit został nazwany na cześć irlandzkiego fizyka i mineraloga Williama Babingtona (1756–1833).

## Występowanie
Babingtonit jest składnikiem niektórych skał metamorficznych, które ukształtowane zostały na skutek przeobrażeń kontaktowych, czyli tzw. skarnów oraz tworów hydrotermalnych; spotykany w pustkach pomiędzy bazaltami, gnejsami, granitami oraz pegmatytami. Współwystępuje z wieloma minerałami. Są to m.in. epidot, prehnit, adular, zeolit, kalcyt. Jest minerałem rzadkim. Znany głównie z USA (Holyoke, Somerville i Westfield w Massachusetts, Paterson, Prospect Park w New Jersey), ale również z Japonii (kopalnia Yakubi), Włoch (Baveno), Szwecji (Borlånge), Norwegii (Arendal) oraz Niemiec (Herbornseelbach). W Polsce został stwierdzony w Paszowicach i Strzegomia wśród granitoidów z masywu Strzegom-Sobótka na Dolnym Śląsku.

## Zastosowanie i znaczenie
Babingtonit ma wartość naukową, poza tym jest to ceniony i bardzo rzadki kamień w kolekcjach.